# Gazivoda-tó
A Gazivoda-tó (szerbül Jезеро Газиводe / Jezero Gazivode, albánul Liqeni i Gazivodës vagy Liqeni i Ujëmanit) mesterséges állóvíz Szerbia és Koszovó határán. Ez Koszovó legnagyobb tava. A Gazivoda-tó 11,9 négyzetkilométernyi felületéből 9,2 km² Koszovóhoz, 2,7 km² pedig Szerbiához tartozik. A tavat az Ibar folyón épített gát segítségével hozták létre. 

## Fordítás
Ez a szócikk részben vagy egészben  a   Gazivoda Lake című angol Wikipédia-szócikk ezen változatának fordításán alapul.  Az eredeti cikk szerkesztőit annak laptörténete sorolja fel. Ez a jelzés csupán a megfogalmazás eredetét és a szerzői jogokat jelzi, nem szolgál a cikkben szereplő információk forrásmegjelöléseként.